# 콜론 (파나마)

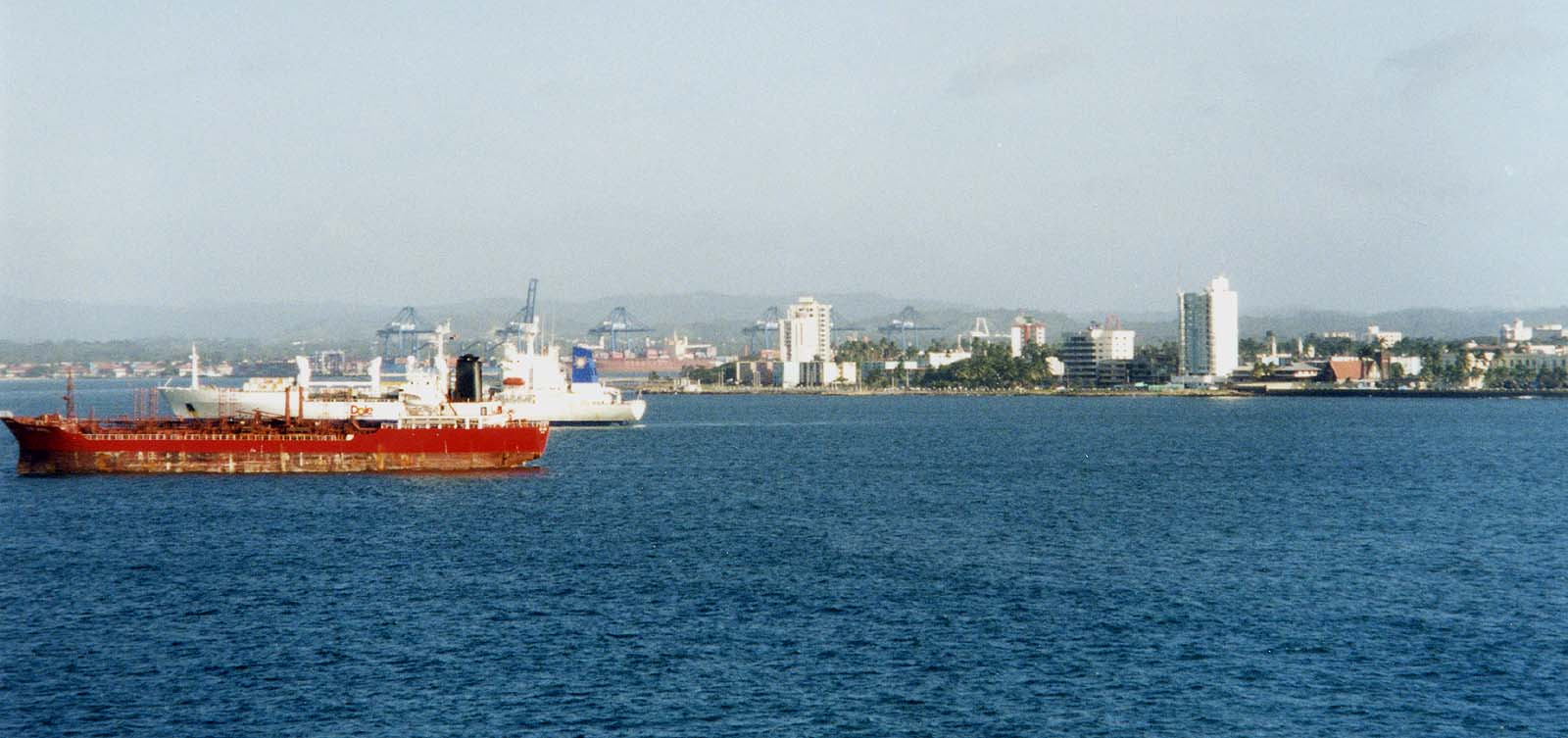
콜론

콜론(스페인어: Ciudad de Colón)은 파나마 중부에 있는 도시로 콜론 주의 주도이다. 2000년 현재 인구는 약 20만4천명이다. 1900년 당시의 인구는 약 3,000명 정도였다. 파나마 운하의 카리브해 쪽 출구에 위치해 있고, 수도인 파나마시티와는 철도, 도로로 연결되어 있다. 산업이 발전함과 동시에 주변 지역으로부터 빈곤층이 유입되어 치안이 극도로 악화되고 있으며, 중앙아메리카에서 제일 위험한 도시로 꼽히고 있다.

## 역사
1850년 파나마 철도의 종착지 도시로 미국인들이 세운 이후에 캘리포니아주로 금을 얻으러 가는 이들이 많이 거쳐가며 발달하기 시작했다. 처음엔 미국인들이 파나마 철도 건설을 추진한 사업가 윌리엄 헨리 아스핀월의 이름을 따서 아스핀월이라고 불렀으나 히스패닉이 크리스토퍼 콜럼버스의 스페인어 이름인 크리스토발 콜론(Cristóbal Colón)에서 유래된 콜론이라고 부르기 시작한 것이 이 도시의 이름이 됐다.

## 기후
| Colón의 기후             | Colón의 기후 | Colón의 기후 | Colón의 기후 | Colón의 기후 | Colón의 기후 | Colón의 기후 | Colón의 기후 | Colón의 기후 | Colón의 기후 | Colón의 기후 | Colón의 기후 | Colón의 기후 | Colón의 기후  |
| 월                       | 1월          | 2월          | 3월          | 4월          | 5월          | 6월          | 7월          | 8월          | 9월          | 10월         | 11월         | 12월         | 연간          |
| ------------------------ | ------------ | ------------ | ------------ | ------------ | ------------ | ------------ | ------------ | ------------ | ------------ | ------------ | ------------ | ------------ | ------------- |
| 일평균 최고 기온 °C (°F) | 29 (84)      | 29 (84)      | 29 (85)      | 30 (86)      | 31 (87)      | 30 (86)      | 29 (85)      | 29 (85)      | 31 (87)      | 30 (86)      | 29 (84)      | 29 (84)      | 29 (85)       |
| 일평균 최저 기온 °C (°F) | 24 (76)      | 24 (76)      | 24 (76)      | 25 (77)      | 24 (76)      | 24 (75)      | 24 (75)      | 24 (75)      | 24 (75)      | 23 (74)      | 23 (74)      | 24 (75)      | 24 (75)       |
| 평균 강우량 mm (인치)    | 110 (4.3)    | 51 (2.0)     | 36 (1.4)     | 94 (3.7)     | 270 (10.8)   | 370 (14.5)   | 420 (16.5)   | 420 (16.4)   | 290 (11.5)   | 470 (18.4)   | 620 (24.4)   | 320 (12.6)   | 3,471 (136.5) |
| 출처: Weatherbase        |              |              |              |              |              |              |              |              |              |              |              |              |               |